# لوكاس أونتيفيرو
لوكاس أونتيفيرو (بالإسبانية: Lucas Ontiveros)‏ (9 سبتمبر 1994 بسان فرناندو ديل فالي دي كاتاماركا في الأرجنتين - ) هو لاعب كرة قدم أرجنتيني في مركز الهجوم. لعب مع إمباكت مونتريال وغازي عنتاب سبور وغلطة سراي ونادي أولمبيا ليوبليانا ونادي أونيفرسيداد دي تشيلي ونادي بودابست هونفيد وسنترو أتلتيكو فينكس ‏.

## وصلات خارجية
- لوكاس أونتيفيرو على موقع اتحاد تركيا (لاعب) (الإنجليزية)
- لوكاس أونتيفيرو على موقع الدوري الأمريكي (الإنجليزية)
- لوكاس أونتيفيرو على موقع قاعدة بيانات كرة القدم.إي يو (الإنجليزية)
- لوكاس أونتيفيرو على موقع Soccerway.com (الإنجليزية)
- لوكاس أونتيفيرو على موقع عالم كرة القدم.نت (الإنجليزية)
- لوكاس أونتيفيرو على موقع AS.com (الإسبانية)